# Саскут
Саскут (рум. Sascut) — село у повіті Бакеу в Румунії. Адміністративний центр комуни Саскут.
Село розташоване на відстані 211 км на північ від Бухареста, 42 км на південь від Бакеу, 112 км на південь від Ясс, 112 км на північний захід від Галаца, 130 км на північний схід від Брашова.

## Населення
За даними перепису населення 2002 року у селі проживали 2417 осіб. Рідною мовою 2410 осіб (99,7%) назвали румунську.
Національний склад населення села:
| Національність | Кількість осіб | Відсоток |
| -------------- | -------------- | -------- |
| румуни         | 2405           | 99,5%    |
| цигани         | 10             | 0,4%     |